# Miguel de Molina
Miguel Frías de Molina (né le 10 avril 1908 à Malaga et décédé le 4 mars 1993 à Buenos Aires), connu sous le nom artistique de Miguel de Molina, est un chanteur espagnol de copla. Torturé, expulsé d'Espagne puis persécuté par la dictature franquiste pour avoir été « pédé et rouge », il s'installe en Argentine en 1946, à l'invitation d'Eva Perón. 

## Biographie
Miguel de Molina est né le 10 avril 1908 à Malaga. Il se produit pour le plaisir des troupes républicaines, mais à l'arrivée de la dictature franquiste, un homme d'affaires lui propose 500 pesetas par représentation, alors qu'il était auparavant payé jusqu'à 5 000 pesetas. En toute iniquité, il l'oblige à accepter sous peine de l'accuser de son passé républicain. Miguel de Molina est finalement torturé et contraint à l'exil, tout comme le chanteur républicain Angelillo et les écrivains de la copla Salvador Valverde et Ramón Perelló. En plus d'avoir aidé l'armée républicaine, il est accusé d'homosexualité, comme un autre artiste de l'époque, Tomás de Antequera, et est battu après un spectacle par trois individus qui s'étaient présentés comme des policiers. Des années plus tard, lors d'un entretien avec Carlos Herrera, il identifie publiquement deux de ses agresseurs : Sancho Dávila et José Finat y Escrivá de Romaní, comte de Mayalde,.
En 1957, il retourne brièvement en Espagne. En 1958, il joue dans le film Luces de candilejas, réalisé par Enrique Carreras. En 1960, à l'âge de 52 ans, il décide de mettre fin à sa carrière artistique. Il s'installe temporairement à New York.
Il est honnête et strict, mais aussi efficace et professionnel. Dans son exil, il est réticent à accorder des interviews aux journalistes des médias espagnols. Dans ses spectacles, il s'occupe lui-même des moindres détails, à commencer par le marketing et la publicité. 

## Postérité
En 2007, la pièce Ojos verdes, Miguel de Molina in memoriam, mise en scène par Marc Sambola et Marc Vilavella et interprétée par Vilavella, est jouée pour la première fois, recréant la vie du chanteur et justifiant le genre de la copla,,,.
En 2014, le présentateur de télévision Jorge Javier Vázquez produit la pièce Miguel de Molina al desnudo. La pièce est écrite et interprétée par l'acteur et chanteur Ángel Ruiz.